# Juan Carlos Méndez Guédez
Juan Carlos Méndez Guédez (Barquisimeto, 1967) es un escritor hispano-venezolano.

## Biografía

### Primeros años
Juan Carlos Méndez Guédez nació en Barquisimeto en 1967. Desde muy pequeño se trasladó con su madre a Caracas, primero a la Calle Maury en Catia, y luego a la populosa zona de Los Jardines del Valle, donde vivió la mayor parte de su infancia y juventud. Sobre este origen afirma: “yo soy una persona de los Jardines del Valle, que se montó en muchísimos autobuses y esos merengues me acompañaron mucho”. La literatura es autenticidad, para mí es importante contar lo que yo soy, no puedo contar historias neoyorquinas o historias de los niños del Este de Caracas." 

### Carrera literaria
Estudió Letras en la Universidad Central de Venezuela. En 1996 partió a España, donde se doctoró en Literatura hispanoamericana en la Universidad de Salamanca, con una tesis sobre la obra de José Balza.
La obra de Méndez Guédez, compuesta por 32 publicaciones entre novelas, libros de cuentos, de viaje y literatura infantil y juvenil, refleja temas como el desarraigo, el viaje, el amor y la sentimentalidad.
En 1994 debuta con el libro de relatos Historias del edificio. Tres años después publicaría Retrato de Abel con isla volcánica al fondo también en Caracas, para luego publicar en España una de sus novelas más reconocidas, El libro de Esther (Lengua de trapo,1999).
"Mi primer rechazo fue un libro que escribí a los 24 o 25 años y lo mandé a Monte Ávila. Ese primer rechazo lo encontré hace algunos años y lo comencé a leer, se llamaba Texto infante para Pedro. Era un horror, estoy agradecido a todos aquellos que impidieron que se publicara, de hecho mi intención era rescatar algo para reescribirlo y no, era un texto inutilizable, el rechazo te ayuda. El escritor debe estar dispuesto al rechazo, también a la aceptación, la euforia y la alegría que le dan los lectores."
Méndez Guédez reside en España, país donde ha escrito y publicado la mayor parte de su obra. Forma parte de antologías del cuento en español como Líneas aéreas y Pequeñas resistencias y algunas de sus narraciones han sido publicadas en Suiza; Francia; Bulgaria, Italia, Eslovenia y Estados Unidos.
En Venezuela, sus textos forman parte de las antologías de relato corto: Las voces secretas, publicada por Alfaguara, y 21 del XXI, lanzada al mercado por Ediciones B.
Ha sido invitado a innumerables eventos en el mundo, como la Feria de Guadalajara, el Hay festival de Cartagena, la Feria de Santiago de Chile, el Festival eñe de Madrid,  El "Festival Hispanoamericano" de La Palma, el Festival de la Lectura en Venezuela, el evento "Bogotá contada", "La fiesta del libro" en Medellín,  el encuentro "Barcelona Negra", la "Semana negra de Gijón",  el festival "Belles latines" en Lyon, el festival "Un aller retour dans le noir" en Pau, el festival "Noir sur le ville" en Lamballe, el "Boulevard du Polar" en Bruselas, el festival "Lisle noir", el festival "Thrillers a Gujan Mestras", el Festival de la Palabra en Puerto Rico, el Festival internacional del libro de Panamá, la Feria del libro de Quito, la feria del libro de Santo Domingo y el "Miami Book fair". También ha sido invitado a residencias literarias en lugares como Aix en Provence y Saint-Etienne. Del mismo modo ha ofrecido conferencias en universidades e instituciones de Argelia, Colombia, Croacia, España, Estados Unidos, Francia, Suiza, Venezuela, etc.
En abril de 2013 su novela Arena Negra fue premiada como Libro del Año en Venezuela, por los libreros de ese país.
En 2016 su libro para niños: El abuelo de Zulaimar fue reconocido por el Banco del libro con el premio internacional: Los mejores de 2016.
"Hace años dije que sería estupendo que todos fuéramos extranjeros al menos una vez en la vida. Eso sería un crecimiento humano inmenso. El desarraigo puede hacernos más fuertes, más humanos, más complejos. Claro que me refiero a situaciones normales elegidas. No al doloroso exilio de quien debe huir por hambre o por persecución política. 
Cuando me marché de Venezuela la diáspora no existía. Pero el caso es que algunas de mis novelas recorren diversos modos de la migración: la económica, la política, la elegida. Y lo hacen en un doble sentido: la gente que fue a vivir a Venezuela para buscar una mejor vida o la que gente que ha debido escapar de ella. Todo lugar condensa en sí mismo la posibilidad de ser un infierno o un paraíso. Me gusta elaborar el paisaje humano en toda su complejidad. Te hablo de mi novela más reciente: La ola detenida. Allí, la protagonista: Magdalena Yaracuy, vive el vértigo de sentirse atada a dos lugares. Una suerte de extranjeridad eterna, como la llamó una vez el escritor Doménico Chiappe. Vayas donde vayas serás extranjero y el regreso no es posible. Y Magdalena Yaracuy, que es una detective que vive en España y es contratada para resolver un caso en Venezuela, comprende que pertenece a ambos lugares, que ambos le duelen, que en ambos se conmueve. Eso tiene un punto doloroso, pero también un punto de crecimiento, de resurrección. A mí, el haber publicado la mayor parte de mi obra en el extranjero me ha significado un reto, una lucha especial. Partir casi de cero, sin una sola referencia, sin un solo contacto. Sólo mi escritura para defenderse a sí misma en un lugar donde nadie sabe nada de ti ni se ha cruzado nunca en un ascensor contigo. Y por otro lado, me ha significado comprender la apertura, la generosidad de esta España del siglo XXI en la que vivo, y a la que amo con gratitud inmensa."
"La xenofobia es una enfermedad del alma y es propia de gente muy inculta. Me parecen mal los casos de xenofobia que padecen algunos de mis paisanos en los países a donde han tenido que huir, como también me parece mal la xenofobia que han sufrido en el pasado los colombianos o los haitianos o los mexicanos o los portugueses o los españoles cuando debieron salir fuera de sus fronteras. Hay que viajar más y reconocer que la compasión es lo que nos hace humanos; no los nacionalismos reaccionarios como los que exaltan ahora ciertos sectores del supremacismo catalán o el lepenismo francés. Y por supuesto que me adhiero a lo que me comentaban muchos paisanos que ahora están recorriendo las calles de Latinoamérica desesperados en busca de una vida mejor. No queremos venganza, queremos justicia. El usurpador que preside Venezuela y sus secuaces deben vivir una larga vida y pagar en un cárcel durante muchos años por sus infinitos delitos: los asesinatos, la corrupción, las torturas, la debacle económica y la entrega del país a una fuerza de ocupación como es el castrismo."
Desde 2021 conduce el programa de televisión Las ínsulas prometidas, espacio del Instituto Cervantes en el que ha dialogado con autores como Leila Guerriero, Leonardo Padura, Elvira Lindo, Piedad Bonnett, Luis Landero, Antonio Muñoz Molina y Fernanda Trías, entre otros. También para esa institución creó y coordina hasta la fecha el Festival literario Benengeli, evento literario que abarca en una semana los cinco continentes. 

## Distinciones
- 2001: VI Premio de cuentos Ateneo de La Laguna
- 2009: Premio Internacional de novela Ciudad de Barbastro
- 2013: Premio Libro del Año en Venezuela, por los libreros de ese país a la novela "Arena negra"
- 2016: Premio Los Mejores libros para niños y jóvenes (Banco del libro)
- 2018: Finalista del Premio Mandarache
- 2024: Premio Tiflos de Cuentos

## Obras publicadas

### Novela
- Cuando vuelva diciembre. La pereza ediciones, Miami, 2025.
- Roman de la isla Bararida. Firmamento editores, Cádiz, 2024.
- La montaña de los siete tambores. Ediciones Monroy, Caracas, 2024.
- La ola detenida. Harper & Collins Ibérica, Madrid, 2017. / Harper & Collins español, Nashville, 2018.
- El baile de madame Kalalú. Siruela, Madrid, 2016. / Madera fina, Caracas, 2017.
- Los maletines. Siruela, Madrid, 2014./ Ediciones Curiara, Caracas, 2023
- Arena negra. Lugar Común, Caracas, 2013 / Casa de Cartón, Madrid, 2013 / Casa de Cartón, Lima 2013./ Ediciones La Palma, Madrid, 2019.
- Chulapos Mambo. Casa de Cartón, Madrid, 2011 / Lugar Común, Caracas, 2012.
- Tal vez la lluvia. DVD, Barcelona, 2009.
- Una tarde con campanas. Alianza, Madrid, 2004/ Equinoccio, Caracas, 2012/ Alianza, Madrid, 2015; Alianza, Madrid, 2018.
- Árbol de luna. Lengua de trapo, Madrid, 2000.
- El libro de Esther. Lengua de trapo, Madrid, 1999; Lugar común, Caracas, 2011.
- Retrato de Abel con isla volcánica al fondo. Troya, Caracas, 1997.

### Cuento
- En las ruinas. Edhasa/ Castalia. Barcelona, 2024.

- La diosa de agua. Páginas de espuma, Madrid, 2020.
- El vals de Amoreira. El Taller Blanco, Bogotá, 2019.
- La noche y yo. Páginas de espuma, Madrid, 2016.
- Ideogramas. Páginas de espuma, Madrid, 2012.
- La bicicleta de Bruno. Ediciones B, Caracas, 2009.
- Hasta luego, Míster Salinger. Páginas de espuma, Madrid, 2007.
- Tan nítido en el recuerdo. Lengua de trapo, Madrid, 2001.
- La ciudad de arena. Calembé, Cádiz, 2000.
- Historias del edificio. Guaraira Repano, Caracas, 1994.

### Microcuento
- La bruja que duerme debajo de mi cama.  Sudaquia, Nueva York, 2025.

### Novela corta
- Round 15. Caballito de acero, Bogotá, 2021
- Veinte merengues de amor y una bachata desesperada. Madera fina, Caracas, 2016.

### Literatura infantil y juvenil
- El abuelo de Zulaimar. Oqo, Pontevedra, 2015; 2024.
- Nueve mil kilómetros y tu abrazo. Ediciones B, Bogotá, 2006.

### Ensayos
- El barco en que viajas. Uney, San Felipe, 2007.
- Palabras de agosto. Mucuglifo, Mérida, Venezuela, 1999.
- La Resurrección de Scheerezade. Solar, Mérida, Venezuela, 1994.

### Literatura de viajes
- Y recuerda que te espero. Madera fina, Caracas, 2015.

### Traducciones
- Briefcases from Caracas. Black Square edition, Beacon NY, 2024. Traducción al inglés por Suzanne Corley y Barbara D. Riess (ISBN: 979-8-9860369-7-7 )
- Les valises. Métailié, París, 2018. Traducción al francés por René Solís.
- Ideogrammes. Zinnia Éditions, Lyon, 2016. Traducción al francés por Nicole Rochaix-Salmona.
- Les sept fontaines. Jean Marie Desbois éditeur, Les Baux de Provence, 2015. Traducción al francés por Andrée Guigue.
- O avó de Zulaimar. Oqo, Pontevedra, 2015. Traducción al gallego por Paco Liván.
- Mambo canaille. Zinnia Éditions, Lyon, 2014. Traducción al francés por Nicole Rochaix-Salmona.
- Le pluie peut-être. Orbis tertius, Dijon, 2014. Traducción al francés por Adelaide De Chatellus.
- La ville de Sable. Albatros, Geneve, 2011. Traducción al francés por Adelaide De Chatellus.

### Antologías y otras publicaciones
- Nuestros más cercanos parientes. (Breve antología del cuento venezolano de los últimos 25 años) Edición: Miguel Marcotrigiano. (Kalathos, Madrid, 2016)
- Cómo se empieza a narrar. Edición: Jorge Fondebrinder. (LOM ediciones, Santiago de Chile, 2015)
- Gaviero. Ensayos sobre Álvaro Mutis. Edición: Diego Valverde Villena. (Editorial Verbum, Madrid, 2014)
- Cusco, espejo de cosmografías. Antología de relato iberoamericano. Edición: Karina Pacheco Medrano. (Ceques editores, Cusco, Perú, 2014)
- Sólo cuento. Compilador: Ignacio Padilla. (Universidad Autónoma de México, México, 2013)
- Pasaje de ida, Compiladora: Silda Cordoliani. (Editorial Alfa, Caracas, 2013 )
- La heteronimia poética y sus variaciones transatlánticas. Compilador: Mario Barrero Fajardo. ( Universidad de los Andes, Bogotá, 2013)
- Novísima relación. Narrativa amerispánica actual. Estudio, selección y materiales complementarios de Daniel Mesa Gancedo. (Institución Fernando el Católico, Zaragoza, 2012)
- Náufragos en San Borondón (Baile del sol, Tenerife, 2012)
- Los oficios del libro. Prólogo de Juan Villoro. (Libros de la Ballena, Madrid, 2011)
- Literatura más allá de la nación. Editores: Francisco Noguerol Jiménez, María Ángeles Pérez López, Angel Esteban y Jesús Montoya. (Iberoamericana. Vervuert; Madrid, 2011).
- Les bonnes nouvelles de l´amerique latine. Prólogo de Mario Vargas Llosa. Selección de Fernando Iwasaki y Gustavo Guerrero (Gallimard, París, 2010)
- La Vasta Brevedad. Selección de Antonio López Ortega, Carlos Pacheco y Miguel Gomes (Alfaguara, Caracas, 2010)
- Narrativa latinoamericana para el siglo XXI: nuevos enfoques y territorios. Edición de Ángel Esteban; Jesús Montoya, Francisca Noguerol y María Ángeles Pérez López (OLMS, Hildesheim, 2010)
- Les pruniers fleurissent en mars en: Rue Saint Ambroise, #24 (París, 2009)
- Atmósferas. (Asociación cultural Mucho Cuento, Córdoba, 2009)
- El lugar donde ocurren las historias. Conferencia. Estudio preliminar: Chiara Bolognese (Centre de Recherches Latino-Americaines, Poitiers, 2009)
- El cuento hispanoamericano contemporáneo; Vivir del cuento (Rilma 2, ADEHL, México/ París, 2009)
- Zgodbe Iz Venezuele (Sodobnost Internacional, Ljubljana, 2009. Selección y prólogo de Juan Carlos Chirinos).
- Cinquième étage à droite en: Rue Saint Ambroise, #21 (París, 2008)
- 21 del XXI. Antólogo: Rubi Guerra (Ediciones B, Caracas, 2007)
- Inmenso estrecho (Kailas, Madrid, 2007)
- Histoire d´amour à Santiago de León Caracas ou la minijupe couleur miel en: La nouvelle Revue Française, #581 (París, Gallimard, 2007)
- Que me cuentas (antología de cuentos y gúia de lectura para jóvenes, padres y profesores). Edición de Amalia Vilches (Páginas de espuma, Madrid, 2006)
- Nueva cuentística venezolana: breve inmersión en: Hispamérica, #97 (Maryland, University of Maryland, 2004)
- Pequeñas resistencias. Selección de Andrés Neuman (Páginas de espuma, Madrid, 2002)
- Líneas aéreas (Lengua de trapo, Madrid, 1999)
- Un paseo por la narrativa venezolana (Resma, Santa Cruz de Tenerife, 1998)
- Narrativa venezolana Attuale (Bulzoni Editore, Roma, 1995)